# モンテネグロにおけるLGBTの権利
モンテネグロにおけるLGBTの権利（モンテネグロにおけるLGBTのけんり）では、モンテネグロにおけるLGBTの法的状況について扱う。
モンテネグロでは、同性愛行為は1977年以降合法となっている。また、行為が法的に認められる年齢も1977年に異性間の性行為と同一と規定された。また、兵役についても同性愛を理由に軍隊組織から排除されることはない。憲法上、同性婚を禁止している。
性的指向に関する差別からの法的な保護は特に定められていなかったが、2010年7月27日、モンテネグロ国会は性表現及び性同一性について差別を禁止する条項を含む法案を通過させた。これはモンテネグロが欧州連合(EU)に加入するための条件として要求されていたことのひとつであった。
2020年7月1日、モンテネグロ議会は同性パートナーシップを合法化した。これによりモンテネグロは、同性婚やパートナーシップの合法化が進んでいるEU加盟国と西ヨーロッパ以外のヨーロッパ地域のうち、初めて同性パートナーシップを認めた国となる。